# Madame a des envies
Madame a des envies er en fransk stumfilm fra 1906 af Alice Guy-Blaché.